# Ibrahim Muhammad Hafiz
Ibrahim Muhammad Hafiz (ur. 24 lutego 1870, zm. 1932) – egipski poeta, prozaik i tłumacz, który zdobył sobie przydomek Poety Nilu. 
Pochodził z biednej rodziny urzędnika administracyjnego. W 1891 r. ukończył szkołę wojskową, potem podjął służbę w wojsku i brał udział w organizowanej przez Anglików wyprawie do Sudanu. W 1912 r. rozpoczął pracę w Narodowej Bibliotece Egipskiej.
Zaliczany jest do klasyków współczesnej literatury arabskiej. W swojej poezji kontynuował tradycje klasyczne, podejmując znane z rodzimej tradycji gatunki poetyckie (m.in. kasydy). 
Na język polski przełożone zostały niewielkie fragmenty utworów Hafiza, zamieszczone w opracowaniu Nowa i współczesna literatura arabska 19 i 20 w., Warszawa 1978, s. 242-244.